# Oscar Griswold
Oscar Woolverton Griswold (ur. 22 października 1886, zm. 28 września 1959) – amerykański oficer, absolwent United States Military Academy, generał porucznik znany głównie jako dowódca XIV Korpusu w czasie walk na obszarze południowego i południowo-zachodniego Pacyfiku podczas II wojny światowej.

## Początki kariery
Oscar Woolverton Griswold urodził się w miejscowości Ruby Valley w Nevadzie. W latach 1905–1906 studiował na University of Nevada w Reno, ale przerwał naukę, gdy dowiedział się, że został przyjęty do United States Military Academy w West Point. Po jej ukończeniu w roku 1910 otrzymał stopień podporucznika i przydział do piechoty.
W latach 1914–1917 służył w Chinach, a podczas I wojny światowej (1918), w stopniu majora, a następnie podpułkownika 84 Dywizji Piechoty, w Amerykańskim Korpusie Ekspedycyjnym, uczestnicząc między innymi w ofensywie na Meuse-Argonne.
Po wojnie postanowił pogłębić swe wykształcenie. W roku 1925 ukończył Command and General Staff College ze 189 lokatą na 258 słuchaczy, a w 1929 United States Army War College.
Od 1929 do 1931 roku pracował w sztabie generalnym Departamentu Wojny. Tej pracy towarzyszyła służba w United States Army Air Corps.

## II wojna światowa
Griswold dowodził 29 Pułkiem Piechoty od września 1939 do października 1940 roku, kiedy to otrzymał awans na generała-brygadiera i został komendantem Centrum Wyszkolenia Uzupełnień w Camp Croft. Awansowany w sierpniu 1941 roku na generała-majora objął dowództwo 4 Dywizji Piechoty Zmechanizowanej.  
Od kwietnia 1943 roku dowodził XIV Korpusem, z którym walczył na Nowej Georgii, Bougainvillei i na Filipinach.
Na początku 1945 roku został awansowany na generała porucznika w dalszym ciągu służąc pod rozkazami MacArthura i odznaczając się szczególnie podczas walk o Manilę w lutym 1945 roku, kiedy to jego żołnierze mieli najcięższe zadania do wykonania i ponieśli największe straty.
W czerwcu, po śmierci w bitwie o Okinawę gen. Simona Bucknera, MacArthur zaproponował mu objęcie dowództwa 10 Armii, jednak ostatecznie dostało się ono gen. Josephowi Stilwellowi.

## Ostatnie lata
Po zakończeniu wojny Griswold pełnił – od 11 czerwca 1946 do 15 marca 1947 roku – obowiązki dowódcy 7 Armii, a potem przez bardzo krótki czas (od 15 marca do 14 kwietnia 1947) dowódcy 3 Armii.
Wśród licznych odznaczeń, jakie otrzymał w czasie służby, były: Medal Sił Lądowych za Wybitną Służbę z liśćmi dębowymi, Medal Marynarki Wojennej za Wybitną Służbę, Srebrna Gwiazda z liśćmi dębowymi, Brązowa Gwiazda, Medal Lotniczy i Purpurowe Serce za odniesione rany. W roku 1946 otrzymał tytuł doktora praw na University of Nevada w Reno.
W październiku 1947 roku przeszedł na emeryturę i osiadł w Colorado Springs. Zmarł 28 września 1959 roku.